# Арка Траяна (Анкона)
Арка Траяна (итал. Arco di Traiano) в Анконе — римская триумфальная арка, воздвигнутая в 115 году во времена правления императора Траяна. Должна была стать памятником императору, после того, как он на собственные средства расширил порт города, улучшив городские доки и укрепления. Именно отсюда Траян отправился на успешную войну против даков, наиболее известную по барельефам колонны Траяна в Риме.
Арка была возведена под руководством греко-сирийского архитектора Аполлодора Дамаскина, родившегося в римской Сирии. Построена из мрамора, добытого в карьерах острова Мармара. Стоит на высоком подиуме высотой 18,5 метров, к которому ведет широкая лестница. Арка, всего 3 м шириной, окружена парами рифленых коринфских колонн на постаментах. На аттике надписи, посвящённые императору. В целом, арка напоминает арку Тита в Риме, но выше, так как возвышающиеся над ней бронзовые фигуры Траяна верхом на коне, его жены Плотины и сестры Марцианы должны были стать ориентиром для кораблей, приближающихся к крупнейшему порту Рима на Адриатике.
Надписи, в настоящий момент совершенно разборчивые, были вызолочены бронзовой краской, но эта позолота вместе с фризами и статуями были уничтожены сарацинами в 848 году. За аркой и частью верфей в 950 году была возведена высокая башня Гамба, которую затем снесли для использования при строительстве цитадели Анконы (1532 г.). В 1859 году к арке был пристроен лестничный марш, доступ к арке преградили дополнительные металлические ворота.
Арка сохранилась в хорошем состоянии, в ходе последней реставрации были разобраны позднейшие пристройки и ограждения, а установка освещения дополнительно выделила её профиль и подчеркнула её особое положение по отношению к историческому центру города и холму Гуаско, где находится городской собор.